# 蒼い空のネオスフィア
『蒼い空のネオスフィア』（あおいそらのネオスフィア）は、2005年3月25日に工画堂スタジオが発売した一般向けPCゲーム。『蒼い海のトリスティア』に続く「Deep-Blueシリーズ」第2作。中国や香港・台湾でも『發明工坊2』のタイトルで発売されている。
Windows版の発売に先立ち、2004年8月開催のコミックマーケットや12月発売の「蒼い海のトリスティア 限定DVDパック」同梱で予告編「プレリュードディスク」が頒布された。また、2007年2月22日に日本一ソフトウェアから『蒼い空のネオスフィア〜ナノカ・フランカ発明工房記2〜』のタイトルでPS2版が発売されている。

## ストーリー
世界統一戦争の後、荒廃の一途をたどっていた空中王国・ネオスフィア。今や「神聖王国」と呼ばれていた頃の面影は無く、地上との交通・交易手段であるEシップの便数も減る一方であった。
王国の最高意志決定機関である元老院はその手腕をもって王国の再建に当たらせるべく、伝説の古代文明技術「Eテクノロジー」を復活させた稀代の天才発明家プロスペロ・フランカを招聘することを決議しプロスペロの許へ召喚状を送るが、その慇懃無礼な召喚状に応じて王国へやって来たのはプロスペロの孫娘・ナノカであった。元老院議長・グリャマンはこんな小娘に何が出来ると怒りを爆発させるが、ナノカは王国内で誰も修理が出来なかった幼き女王・エリンシエの両親の形見であるアカハナ・アオヒゲを修理したことをきっかけに、エリンシエからの勅命として王国の再建を要請される。

## スタッフ
- 製作 - 工画堂スタジオ・くまさんちーむ
- キャラクターデザイン - 駒都えーじ
- シナリオ - 竹内なおゆき
- プログラム - さくら
- 音楽 - 馬場信繁
- ディレクト - 松浦幸冶

## 主題歌
「MY SAVIOR〜きっとそばにいる〜」
作詞 - 藤村みわ子 / 作曲・編曲 - 馬場信繁 / 歌 - 村田あゆみ

## 登場キャラクター
詳細はDeep-Blueシリーズの登場人物を参照。
- ナノカ・フランカ - 川澄綾子
- スツーカ/プファイル - 小杉十郎太
- テンザン - 不明
- エリンシエ・ヤースロップ - 釘宮理恵
- ノキ・ウェルキン - 高橋美佳子
- フェアリ・ハイヤフライ - 皆川純子
- ネネ・ハンプデン - 野川さくら
- フォーリィ・キャラット - 大野まりな
- ラファルー/電脳精霊ミラージュ/グリーペン - 友永朱音
- ジュラーブリク/フェンサー - 岡崎雅紘
- レンザン - 不明
- パナビア・トーネイド（PS2版およびファンディスク） - 千葉紗子

## 設定・用語
詳細はDeep-Blueシリーズを参照。

## ファンディスク
『蒼い空のネオスフィア どきどき アドベンチャー Effective E』は、2005年12月16日発売。ネオスフィアのファンディスクで、ジャンルはアドベンチャーゲーム。所々にミニゲームがあるが、クリアしなくてもストーリーを進めることが可能。ただしオマケはミニゲームをクリアしないと見られない。
ミニゲームは、色当て推理やアイテム材料当てや絵合わせなどのパズルゲームのほかに、4×4魔方陣や5×5魔方陣といった答えをインターネットや本などで見ないと難解なもの、クライミングゲームやトロッコゲームといったアクション性が高いミニゲームもある。
多数のイラストレーターによる壁紙も収録。
前作のOVA・コミック版のみに登場していたパナビアがゲームに初登場する。
ナノカ編とパナビア編が選択できるが、同じストーリーの別視点ではなく展開が異なるパラレル。

### ストーリー
経済復興に伴い大規模Eテク・インフラが次々と復旧された結果、深刻なエネルギー危機を迎えたネオスフィア王国。状況を打開するため、王宮と元老院は各々独自にネオスフィア最深部の未探索Eプラント「エフェクティブE」に眠るパワープラントへと調査員を派遣する。

### 主題歌
「Ancient View」
歌 - 野川さくら

### 登場人物（ファンディスク）
Deep-Blueシリーズの登場人物を参照。

## 関連商品

### ドラマCD
いずれもサイトロン・デジタルコンテンツ発売。
蒼い空のネオスフィア Drama CD「ナノカとスツーカのラジオdeネオスフィア!!」
2005年3月24日（KDCA-0030）
出演：川澄綾子、小杉十郎太、野川さくら、釘宮理恵、高橋美佳子、皆川純子、村田あゆみ

### サウンドトラック
蒼い空のネオスフィア SOUND COLLECTION
2005年1月26日、KING RECORDS（KDCA-27）
収録曲
1. MY SAVIOR〜きっとそばにいる〜（村田あゆみ）
2. ネオスフィアのテーマ
3. 工房のテーマ
4. 黄昏の王国
5. エリンシエのテーマ
6. 王宮のテーマ
7. 街のテーマ
8. ナノカ，空をゆく
9. ゆかいな仲間
10. お祭り
11. 聖誕祭
12. 静寂
13. 神秘
14. 立ち込める暗雲
15. 不安
16. 震撼
17. ピンチ？
18. ピンチ！
19. 反撃開始！
20. テンザンのテーマ
21. HI-Eテンザンのテーマ
22. ネオスフィアのテーマ（Piano）
23. MY SAVIOR（Piano）
24. MY SAVIOR〜きっとそばにいる〜（カラオケ）

### 書籍
蒼い空のネオスフィア 公式ガイドブック（エンターブレイン）
2005年8月10日初版 ISBN 4-7577-2413-6
ノベライズ
蒼い空のネオスフィア とらぶるでいず（コナミ）
霧海正悟・瀬多海人：共著 / 駒都えーじ・やすき：画
2005年11月初版 ISBN 4-86155-080-7

漫画化作品
蒼い空のネオスフィア（講談社・月刊マガジンZ連載）
海野智・著
2006年4月21日初版 ISBN 4-06-349243-5